# 有限集合の圏
数学の一分野、圏論における有限集合の圏（ゆうげんしゅうごうのけん、英: category of finite sets）FinSet は、すべての有限集合を対象とし、それら対象の間のすべての写像を射とする圏である。関連する圏として、有限順序数の圏（ゆうげんじゅんじょすうのけん、英: category of finite ordinals）FinOrd はすべての有限順序数を対象とし、それらの間のすべての写像を射とする圏である。

## 性質
- 有限集合の圏 FinSet はすべての集合とそれらの間のすべての写像の成す圏 Set の充満部分圏である。Set と同様、FinSet は大きい圏である。
- 有限順序数の圏 FinOrd は（ジョン・フォンノイマンの示唆の通り、各順序数はそれより小さい順序数全体の成す整列集合であるという標準的な定義のもとで）有限集合の圏 FinSet の充満部分圏である。Set や FinSet と異なり、FinOrd は小さい圏となる。
- 有限順序数の圏 FinOrd は有限集合の圏 FinSet の骨格（英語版）である[1]。それは例えば FinSet と FinOrd とが圏同値となることなどを意味する。

## トポス
集合の圏 Set と同様、FinSet と FinOrd はともにトポスを成す。Set の場合と同じく、有限集合の圏 FinSet における二つの対象 A, B の圏論的直積は集合論的直積 A × B で、圏論的直和は集合論的直和 A + B で与えられ、また指数対象 BA は始域 A から終域 B への写像全体の成す集合で与えられる。有限順序数の圏 FinOrd では、二つの対象 n, m の圏論的直積は順序数の積 n ⋅ m で、圏論的直和は順序数の和 n + m で与えられ、また指数対象は濃度の冪 nm で与えられる。FinSet および FinOrd の分類子は Set におけると同一である。有限順序数の圏 FinOrd はPRO の一例になる。